# Starzeljoch
Starzeljoch är ett bergspass i Österrike.   Det ligger i distriktet Bregenz och förbundslandet Vorarlberg, i den västra delen av landet, 500 km väster om huvudstaden Wien. Starzeljoch ligger 1 857 meter över havet.
Terrängen runt Starzeljoch är bergig åt sydväst, men åt nordost är den kuperad.
Trakten runt Starzeljoch består i huvudsak av gräsmarker. Runt Starzeljoch är det ganska tätbefolkat, med 52 invånare per kvadratkilometer.